# Уил, Джордан
Джо́рдан Уил (англ. Jordan Weal; род. 15 апреля 1992, Саскатун, Саскачеван) — канадский хоккеист, нападающий клуба КХЛ «Динамо» (Москва).

## Биография
Родился 15 апреля 1992 года в Саскатуне, провинция Саскачеван (Канада). Когда Джордану исполнилось восемь месяцев, его родители переехали в Норт-Ванкувер. В юности выступал за команду «Нотр-Дам Хаундс» в Квебекских юниорских лигах. В 2008—2012 годах защищал цвета клуба «Реджайна Пэтс» в Западной хоккейной лиге. В 291 матче Уил набрал 390 (136+254) очков, став восьмым бомбардиром в истории команды.
На драфте НХЛ 2010 форвард был выбран в третьем раунде под общим 70-м номером клубом «Лос-Анджелес Кингз». 19 апреля 2011 года «Кингз» заключили с Уилом трёхлетний контракт.
На протяжении четырёх сезонов нападающий выступал за фарм-клуб «Манчестер Монаркс» в АХЛ. В сезоне 2014/15 он стал обладателем Кубка Колдера и признан самым ценным игроком плей-офф, набрав 22 (10+12) очка.
6 января 2016 года Уила обменяли в «Филадельфию Флайерз» на защитника Люка Шенна и нападающего Венсана Лекавалье. 28 февраля 2017 года забросил свою дебютную шайбу в НХЛ в ворота «Колорадо Эвеланш».
11 января 2019 года нападающего обменяли в «Аризону» за защитника Джейкоба Грейвза и выбор в шестом раунде драфта-2019, а 25 февраля Уила ждал очередной обмен — в «Монреаль Канадиенс» за нападающего Майкла Чапута.
Сезон 2020/21 Джордан Уил провёл в составе фарма «Хабс» «Лаваль Рокет».
13 июля 2021 года заключил двухлетний контракт с «Ак Барсом». 6 ноября 2021 года забросил 4 шайбы в победном матче против «Автомобилиста» (5:4). Последний раз игрок «Ак Барса» забрасывал 4 шайбы в одном матче КХЛ в октябре 2009 года, когда это удалось Алексею Морозову.
В июле 2022 года заключил двухлетний контракт с московским «Динамо», перейдя в клуб в результате обмена на нападающего Станислава Галиева. В апреле 2024 года продлил контракт с московским «Динамо».
9 января 2024 года сделал хет-трик в ворота «Сочи» (5:1), забросив три шайбы в большинстве. 6 февраля сделал хет-трик в ворота «Автомобилиста» (5:3).